# Amigna
Amigna är ett distrikt i Etiopien. Det ligger i den centrala delen av landet, 190 km sydost om huvudstaden Addis Abeba. Antalet invånare är 73 245.